# Выставка одиннадцати ленинградских художников 1972 года
Выставка «Одиннадцати»  — проект ЛОСХ, осуществлённый в 1972 году по инициативе художников Г. П. Егошина и В. В. Ватенина в новом выставочном зале СХ РСФСР на Охте, ставший заметным событием в художественной жизни Ленинграда 1970-х гг. Участниками выставки стали одиннадцать человек, представлявших «левое» крыло ЛОСХ, благодаря чему за ней закрепилось неофициальное название «выставки одиннадцати». 

## Возникновение группы «Одиннадцати»
Ведёт начало от одноимённой выставки, организованной в 1972 году. «Группа „Одиннадцати“» возникла в Ленинграде в 1972 году, объединив несколько художников, называемых также "художниками левого ЛОСХа". Объединение носило исключительно творческий характер. Внутри организации Ленинградского отделения Союза художников существовали в то время и другие художественные группировки, собранные вокруг последователей художников русского авангарда. Художники, входившие в «Группу „Одиннадцати“», склонялись к более умеренной позиции и не отходили полностью от позиций реалистического искусства; они лишь противопоставляли индивидуальное творческое видение официальному искусству соцреализма.
Все входившие в группу художники имели немалый творческий опыт, имена многих из них были известны. Они принадлежали к поколению ленинградцев, родившихся задолго до Великой Отечественной войны, в период с 1917 по 1937 год, переживших блокаду. Иногда их называли «детьми хрущёвской оттепели». По мнению одного из её участников, Л. Ткаченко, группа могла возникнуть только после XX съезда партии, когда Хрущевым был разоблачен культ личности Сталина. «Это было время, когда в художественной среде стал допустим образ мысли, более свободный по сравнению с общепринятым. Это была атмосфера творческого брожения. Только в ней могла возникнуть группа самостоятельных по творческим воззрениям художников. Наша самостоятельность выражалась в том, что каждый из нас стремился в живописи выразить себя, а не „служить обществу“».
«Идеологом» художественного объединения стал искусствовед Л. В. Мочалов, писавший: «Участников выставки, кроме их личных дружеских связей, объединяет стремление преодолеть инерцию восприятия натуры, неприятие штампов… Их объединяет стремление уйти от дидактики, от иллюстративности, стремление расширить спектр выразительных возможностей реализма», и определяющий их общий творческий принцип: «не отказ от предметности, но интерпретация предмета».
Живопись «одиннадцати» не тяготела ни к русской беспредметности, ни к нефигуративному искусству, ни к модернистскому искусству Запада. Но достаточно отличалась от искусства социалистического реализма: художники не навязывали зрителю идеологии, нередко работали в «нейтральном» жанре натюрморта, отказывались от предметности для усиления выразительности, ушли от глухой академической гаммы, развивая собственный колорит. Живописец Завен Аршакуни говорил, что он допускает для себя возможность написать любой цвет любым цветом.
Лидирующие позиции среди художников, достаточно различающихся между собой, занимали живописцы Завен Аршакуни и Валерий Ватенин. Заметную роль играл также скульптор Константин Симун, чей метод по сравнению с другими был наиболее формалистическим.
Группа «Одиннадцати» просуществовала недолго: художники провели всего лишь две совместные выставки, в 1972 и в 1976 году, обе прошли в выставочном зале СХ РСФСР на Охте.

## Художники «Группы „Одиннадцати“»
Участниками первой выставки в 1972 году были десять живописцев :
- Антипова Евгения Петровна (1917—2009)
- Аршакуни Завен Петросович (1932—2012)
- Ватенин Валерий Владимирович (1933—1977)
- Егошин Герман Павлович (1931—2009)
- Крестовский Ярослав Игоревич (1925—2004)
- Рахина Валентина Ивановна (1932—2013)
- Тетерин Виктор Кузьмич (1931—2009)
- Ткаченко Леонид Анисимович (1927—2020)
- Тюленев Виталий Иванович (1937—1997)
- Шаманов Борис Иванович (1931—2008)[4]

и скульптор:
- Симун Константин Михайлович (1934—2019)

Все художники участвовали и во второй выставке в 1976 году, за исключением Я. Крестовского и Б. Шаманова, поэтому выставка иногда называется «Выставкой девяти».

## Выставка 1972 года
Идея первой совместной выставки возникла в 1971 году у художников Г. Егошина, З. Аршакуни и В. Ватенина, давно знакомых и друживших ещё со времени обучения на живописном факультете Академии художеств. К участию в выставке они пригласили ленинградских живописцев Я. Крестовского, Б. Шаманова, более старших по возрасту супругов Е. Антипову и В. Тетерина, художника Л. Ткаченко, а также молодого В. Тюленева, талантливого ученика Е. Е. Моисеенко. В число участников выставки вошла и художница В. Рахина, жена Г. Егошина, а также скульптор К. Симун. Это был яркий новатор, идущий вразрез с бытовавшими в тот период в официальном искусстве представлениями о пластике. Именно он, по мнению Н. Ватениной, стал главным камнем преткновения в борьбе художников за открытие этой выставки. В день развески выставки посетившая её комиссия из Управления культуры, принимая экспозицию, обрушила основную критику именно на работы К. Симуна. Художников и их идею совместной выставки поддерживал председатель творческой секции ЛОСХ РСФСР Е. Е. Моисеенко. Но препятствий к открытию выставки оказалось много, самым главным обвинением было обвинение в формализме: поиск цветовых, пластических новаций вызывал яростное отторжение у оппонентов на выставкомах.
Выставка «Одиннадцати» открылась 11 ноября 1972 года, в Ленинграде, в новом выставочном зале Союза художников РСФСР на Охте. Организаторы и художники постарались широко оповестить общественность. В. Ватенин, по воспоминаниям его жены, разъезжал на мотоцикле по городу, расклеивая афиши. Зрителей собралось на открытие так много, что выставочные залы едва вмещали собравшихся: реакция публики говорила о солидарности с художниками в чаяниях перемен. 
В зале на Охте каждый из участников развернул небольшую персональную экспозицию. Каталог этой выставки вышел в 1976 году.
- Е. Антипова, в экспозиции была представлена работами «Мыс Форос» (1969), «Портрет работницы» (1965), «Дети в саду» (1964), «Натюрморт с воробьями» (1966). «Дорога среди олив» (1971) и др.
- В. Тетерин был представлен работами «Канал Грибоедова» (1965), «Айва и чайник» (1966), «Девушка в розовом» (1961), «Комод» (1969) и др.
- Г. Егошин был представлен работами «Женщина на диване» (1967), «Цветы и зеркало» (1967), «Улочка в Гурзуфе» (1969), «Голубой Гурзуф» (1970), «Окно» (1972) и др.  Герман Егошин в своей работе опирался на творчество русских "сезаннистов" - Петра  Кончаловского,  Ильи  Машкова и Роберта Фалька. ""Егошин выработал собственную «таинственно-туманную» живописную систему, характеризующуюся вплавлением формы в вибрирующую световоздушную среду."[9]
- В. Тюленев был представлен работами «Сон» (1970), «Улица детства» (1972), «Мальчик и голуби» (1972), «Лесная речка» (1969), «Рыбаки» (1970), «Лесная дорога» (1969) и др.
- Б. Шаманов был представлен работами «Ивы» (1962), «Девочка в голубом платье» (1966), «Осенние цветы» (1970), «Изборск. Рожь» (1962), «Кухонный стол» (1963). «Полевые цветы. Утро» (1965), «Розовый георгин» (1971), «Старая икона» (1971) и др.
- Л. Ткаченко был представлен работами «Портрет художника Б. Ермолаева»,[10]  (1969), «Портрет  Н. Козырева» (1969), «Красноярская ГЭС» (1971), «Лилии» (1971) и др.
- В. Ватенин был представлен 21-й работой; работы были написаны им в период с 1965 по 1972 год, в том числе экспонировались следующие: «В мастерской» (1965), «Художник и модель» (1967), «Автопортрет» (1971), «Портрет Светланы» (1964), «Рыбы и птицы» (1968), «Невеста» (1972) и др.

По поводу выставки в своём выступлении писатель Ф. Абрамов говорил: «Эта выставка заставляет каждого работника искусства, да и просто обычного зрителя подумать о своей работе. Мимо этой выставки пройти нельзя. Во всяком случае, когда я садился за стол, я неоднократно вспоминал о том, что видел в зале на Малой Охте, перебирал в памяти выставленные произведения. Многие из них несут в себе целый мир идей, представляют радость и свет для тех, кто на них смотрит, наконец, они говорят пластическим языком, что не учитывать нельзя. Считаю, что эта выставка является большим событием в культурной жизни города. Она… заставляет думать, будит новые мысли, а после её просмотра хочется работать ещё плодотворнее».
Слова поддержки и одобрения прозвучали на выставке и от коллег по цеху — старейших художников ЛОСХ, ведущих линию преемственности от мастеров авангарда 1920-х.
Художник В. Курдов, говорил на обсуждении выставки: «Все эти одиннадцать художников выступили на этой выставке очень увлеченно, одержимыми своим искусством. У всех этих художников есть настоящая страсть, каждый из них по-своему хочет увидеть мир… Путь каждого художника… выстрадан, найден в большой упорной работе. Это и есть настоящий путь в нашем искусстве… Может быть, это будущее нашего ЛОСХа…».
Художник В. Стерлигов, поднявшись на трибуну, после долгой паузы так выразил своё впечатление: «Сегодня я увидел из тьмы свет. А раз свет, значит, и цвет в живописи, представленной здесь… В этой выставке, мне кажется, имеет место приближение к тем традициям, которые были остановлены в своё время. Они вновь начинают жить, а некоторые произведения выставки свидетельствуют о любви к ним».
Значение происходящего было определено выступлением В. Стерлигова, противопоставившего выставку «Одиннадцати» проходившей одновременно с ней в Государственном Русском музее выставке «По родной стране»: «Никаких традиций передвижников нет на выставке „По родной стране“ <…> Разве можно назвать живописным произведением искусства картину Романычева „Купание ребёнка“? Разве можно назвать хоть чем-нибудь какой-то ручеек Горба? Разве можно назвать соцреализмом „Обнажённую“ Мыльникова? <…> Разве можно назвать работой в традиции передвижничества „портного“  Серебряного. Почему он — Рихтер? И почему он шьёт на швейной машине? <…> Нет ни одного сантиметра Родной страны на выставке „По родной стране“. А здесь, на выставке Одиннадцати, можно начать разговор о родной стране в живописи, в изо искусстве, можно начать!»
Сразу же после выступления Стерлигова кто-то из представителей властей предложил художникам подписать бумагу в знак несогласия с оратором. Г. Егошин порвал лист, пущенный по ряду участников выставки.

## Критика
Часть критиков не была довольна прошедшим обсуждением, его восторженным тоном. «Не было большого принципиального разговора, деловых споров…». Недовольство высказывалось в первую очередь в адрес секции критики и искусствоведения ЛОСХ, на что был получен ответ: «При чем тут секция? Кто сидел за столом президиума? Члены творческого сектора правления ЛОСХа. С них и спрос!» Автор статьи, опубликованной в газете «Ленинградская правда», поставил на вид: «Как подчеркивалось в недавнем постановлении ЦК КПСС „О литературно-художественной критике“, долг каждого критика — глубоко анализировать явления, тенденции и закономерности современного художественного процесса, всемерно содействовать укреплению ленинских принципов партийности и народности, бороться за высокий идейно-эстетический уровень советского искусства».
Годом позже в журнале «Творчество» вышла статья известного искусствоведа  М. Кагана «О романтическом», закрепившая успех выставки. М. С. Каган нашел возможным применить к творчеству «одиннадцати» понятие «романтического», что, как ему показалось, объединяет художников и объясняет их направленность. В творчестве художников он увидел преемственность советского искусства: «Неправомерно, — писал М. С. Каган, — ограничивать социалистический реализм как творческий метод, выбрасывая за пределы этого метода романтическую стилистику». Понятие «романтического», согласно такому взгляду на искусство, «включает в себя активное проявление поэтичности, лиризма, живописности, декоративности, музыкальности, метафоричности, философской обобщенности, символичности». Некоторым критикам термин показался неточным применительно к искусству современности. На страницах журнала началась затяжная полемика, благодаря которой о группе художников узнали более широкие круги любителей искусства.
Принимавший выставку директор Русского музея,  В. А. Пушкарев, известный собиратель русского авангарда, отметил в разговоре с Л. В. Мочаловым об отсутствии на выставке картины как таковой, имея в виду «тематическую» картину, единственно значимую в искусстве социалистического реализма. Сами художники считали, что они предлагают как раз новые для того времени пути понимания станковой живописи.

## Влияние
«Выставка ежедневно собирала очередь и толпу людей в зале, о ней робко стала писать пресса, не зная, как отнестись к этому явлению, но именно эта выставка послужила толчком для более спокойного отношения к квартирным выставкам, событиям в разных ДК, где смогли наконец-то выставиться те, кто и до Союза художников не допускался. Именно с этого времени начинается отсчет зрителем периода ослабления запретительной цензуры по отношению к художникам. Власти как бы растерялись — они не понимают, а народ понимает. Недоработка».
Исторически эта выставка действительно предшествовала появлению «ГАЗАНЕВСКОЙ КУЛЬТУРЫ», неофициальному художественному движению в Ленинграде, начавшемуся в середине 1970-х годов, заявившему о себе через два года после появления «Одиннадцати», с двух первых разрешенных властями выставок художников-нонконформистов, состоявшихся в ДК им. И. И. Газа в 1974 году. и ДК «Невский» в 1975 году. Участвующие в них художники не входили в ЛОСХ, но, подобно «Одиннадцати», отвергали каноны социалистического реализма. В отличие от «Одиннадцати», участники этих выставок демонстрировали уже полное многообразие стилевых направлений — от абстракционизма и поп-арта до салона.
Возможно, именно поэтому вторая выставка «Одиннадцати», состоявшаяся в 1976 году, — уже после двух «нон-конформистских» выставок, — не представила собой художественного события, сравнимого с первой выставкой 1972 года. Границы свободного искусства за эти прошедшие четыре года значительно изменились.

## Дальнейшая судьба объединения
В последующие годы члены «Группы „Одиннадцати“» выставлялись по двое-трое, или проводили персональные выставки в Ленинграде и Москве. В 1990 году художники, входившие в группу, приняли участие в выставке 26 ленинградских и московских художников в Ленинграде, в ЦВЗ «Манеж», одновременно с ними выставлялись также К. Гущин, Р. Доминов, Л. Лазарев, Ю. Павлов, Е. Ротанов и В. Трояновский. В 1997 году на ежегодной выставке «Петербург» в ЦВЗ «Манеж» была представлена экспозиция приуроченная к 25-летию первой выставки. В 1998 году выставка «Художники круга 11-ти» (из собрания Н. Кононихина) состоялась в Мемориальном Музее-квартире Н. А. Некрасова. В 2002 году выставка некоторых художников, входивших в число «Одиннадцати», прошла в Санкт-Петербургской галерее «АртГавань». В 2012 году была организована выставка Двести полотен «Одиннадцати» в «KGallery» (Санкт-Петербург).